# Letland op de Olympische Winterspelen 1924
Tijdens de Olympische Winterspelen van 1924 die in Chamonix, Frankrijk werden gehouden nam Letland deel en was hierdoor een van de zestien landen die aan deze eerste Olympische Winterspelen deel nam.
De Letse delegatie die uit twee deelnemers bestond wist geen medailles te winnen.

## Deelnemers en resultaten

### Langlaufen
| Olympiër               | Discipline  | Resultaat | Prestatie     |
| ---------------------- | ----------- | --------- | ------------- |
| Roberts „Reinis“ Plume | 18 km 50 km | dnf       | opgave opgave |

### Schaatsen
| Olympiër       | Discipline                            | Resultaat      | Prestatie                            |
| -------------- | ------------------------------------- | -------------- | ------------------------------------ |
| Alberts Roumba | 500 m 1500 m 5000 m 10.000 m allround | 16e 10e 11e 7e | 48,8 2.32,0 9.14,4 19.14,6 27 punten |

België · Canada · Finland · Frankrijk · Groot-Brittannië · Hongarije · Italië · Joegoslavië · Letland · Noorwegen · Oostenrijk · Polen · Tsjecho-Slowakije · Verenigde Staten · Zweden · Zwitserland